# Popești (okręg Ardżesz)
Popești – wieś w Rumunii, w okręgu Ardżesz, w gminie Popești. W 2011 roku liczyła 410 mieszkańców.